# Dioscorea subhastata
Dioscorea subhastata là một loài thực vật có hoa trong họ Dioscoreaceae. Loài này được Vell. mô tả khoa học đầu tiên năm 1831.